# غازير
غازير هي قرية في مقاطعة سرعين، إيران. عدد سكان هذه القرية هو 160 في سنة 2006.